# Chord

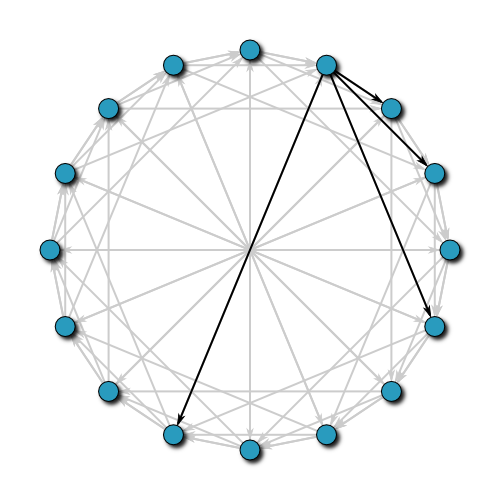
Réseau Chord à 16 nœuds.

Chord est un réseau de recouvrement de type table de hachage distribuée pour les réseaux pair à pair (P2P). Chord est une des premières tables de hachage distribuées, parmi CAN, Tapestry et Pastry. Chord a été présenté en 2001 par Ion Stoica, Robert Tappan Morris, David Karger, Frans Kaashoek, et Hari Balakrishnan, et a été développé au MIT.
Il a pour particularité de disposer d'algorithmes d'une complexité d'au plus {\displaystyle {\mathcal {O}}(\log N)} requêtes pour trouver une information dans un anneau de N éléments.

## Avantages
- Décentralisé
Chord est complètement décentralisé, tous les nœuds sont au même niveau. Ce qui le rend robuste et adapté aux applications P2P peu organisées[1].
- Passage à l'échelle
Le coût d'une recherche est fonction du logarithme du nombre de nœuds[1].
- Équilibrage de charge
Équilibrage de charge naturel, hérité de la Fonction de hachage (SHA-1)[1].
- Disponibilité
On peut toujours trouver le nœud responsable d'une clef, même lorsque le système est instable[1].
- Aucune contrainte sur le nom des clefs[1].

## Inconvénients
- Sécurité
Un ensemble de participants mal intentionnés ou buggés peut offrir une vue incorrecte de l'anneau[1].
- Mal adapté au réseau sous-jacent
2 pairs voisins sur l'anneau peuvent être de part et d'autre du globe. Les pairs voisins ont plus de messages à s'envoyer[2] que deux pairs quelconques.